# دنیس اپستاین
دنیس اپستاین (انگلیسی: Denis Epstein؛ زادهٔ ۲ ژوئیهٔ ۱۹۸۶) بازیکن فوتبال اهل آلمان است.
از باشگاه‌هایی که در آن بازی کرده‌است می‌توان به باشگاه فوتبال اف‌اس‌وی فرانکفورت، باشگاه فوتبال المپیاکوس، باشگاه فوتبال کلن، باشگاه فوتبال آترومیتوس، باشگاه فوتبال کیکرز اوفنباخ، باشگاه فوتبال ایراکلیس ۱۹۰۸، و باشگاه فوتبال روت‌وایس اسن اشاره کرد.
وی همچنین در تیم ملی فوتبال زیر ۲۰ سال آلمان بازی کرده‌است.